# Titanoptera
Titanoptères
Pour l’article homonyme, voir l'article Titanoptera (genre).
Sous-ordre
Les Titanoptera, titanoptères en français, forment un sous-ordre fossile d'insectes orthoptères. Ils sont parfois considérés comme un ordre.
Les espèces de ce sous-ordre datent du Trias et du Permien.

## Classification
Selon Orthoptera Species File (20 juin 2018) :
- super-famille †Tcholmanvissioidea Zalessky, 1934
  - famille †Mesotitanidae Tillyard, 1925
  - famille †Tcholmanvissiidae Zalessky, 1934
- super-famille †Tettoedischioidea Gorochov, 1987
  - famille †Tettoedischiidae Gorochov, 1987
- super-famille indéterminée
  - famille †Paratitanidae Sharov, 1968
- super-famille et famille indéterminée
  - genre †Steinhardtia Jell & Lambkin, 1993

## Publication originale
- Sharov, 1968 : Filogeniya ortopteroidnykh nasekomykh. (Phylogeny of Orthopteroidea). Trudy Paleontologicheskogo instituta (Transactions of the Institute of Paleontology), no 118, p. 1-213 (ru).